# Nikołaj Bogdanow
Nikołaj Kuźmicz Bogdanow (ros. Николай Кузьмич Богданов, ur. 17 stycznia?/30 stycznia 1907 w Czerepowcu, zm. 23 listopada 1972 w Moskwie) – funkcjonariusz NKWD, generał porucznik, zastępca ministra spraw wewnętrznych ZSRR w latach 1948-1953.

## Życiorys
Od 1929 w WKP(b) i OGPU, od 1935 szef rejonowego oddziału NKWD w obwodzie leningradzkim, 29 czerwca 1940 - 7 maja 1943 zastępca ludowego komisarza spraw wewnętrznych Kazachskiej SRR, następnie do 9 lipca 1946 ludowy komisarz/minister spraw wewnętrznych Kazachskiej SRR - komisarz bezpieczeństwa państwowego III rangi. Od 1944 równocześnie członek Biura Politycznego KC Komunistycznej Partii Kazachstanu. Od 9 lipca 1945 generał porucznik. 9 lipca 1946 - 8 stycznia 1948 szef Głównego Zarządu Budownictwa Dróg Szosowych Ministerstwa Spraw Wewnętrznych ZSRR. 7 stycznia 1948 - 16 marca 1953 zastępca ministra spraw wewnętrznych ZSRR, równocześnie 8 stycznia 1948 - 24 czerwca 1952 szef Zarządu MWD obwodu moskiewskiego. 16 marca 1953 - 5 maja 1955 szef Zarządu MWD obwodu leningradzkiego, następnie do 4 lipca 1959 zastępca ministra spraw wewnętrznych Rosyjskiej FSRR. Później na emeryturze.
Deputowany do Rady Najwyższej ZSRR 3 kadencji.

## Odznaczenia
- Order Lenina (dwukrotnie - 19 września 1952 i 6 listopada 1954)
- Order Czerwonego Sztandaru (dwukrotnie - 20 września 1943 i 6 sierpnia 1949)
- Order Czerwonego Sztandaru Pracy (8 kwietnia 1944)
- Order Wojny Ojczyźnianej I klasy 916 listopada 1945)
- Order Wojny Ojczyźnianej II klasy (16 września 1945)
- Order Czerwonej Gwiazdy (3 listopada 1944)
- Odznaka "Zasłużony Funkcjonariusz NKWD" (4 lutego 1942)

I medale.